# Stalolidia curta
Stalolidia curta är en insektsart som beskrevs av Nielson 1992. Stalolidia curta ingår i släktet Stalolidia och familjen dvärgstritar. Inga underarter finns listade i Catalogue of Life.